# أرنب القمر

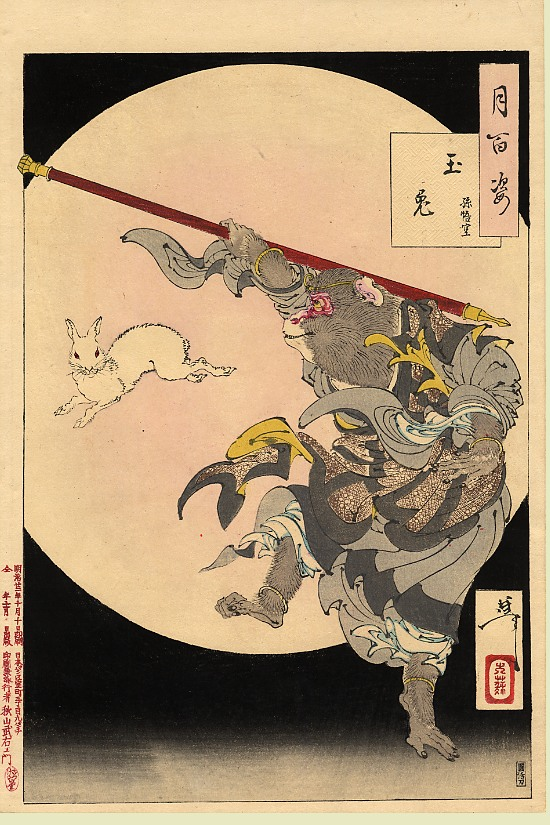
Sun Wukong fights the Moon Rabbit, a scene in the 16th century Chinese novel Journey to the West, depicted in Yoshitoshi's One Hundred Aspects of the Moon.

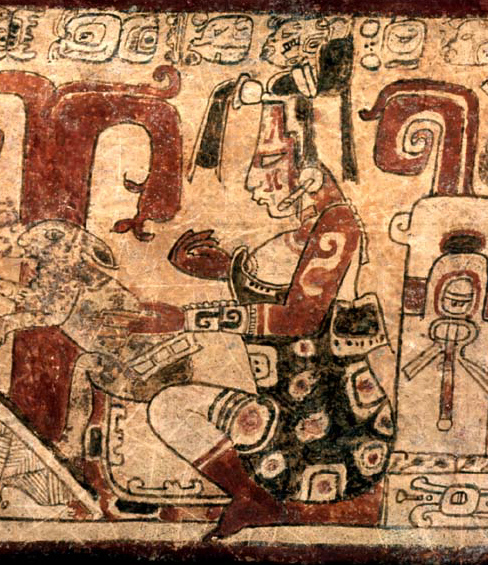
يتم تصوي إله المايا على انه ارنب بشكل متكرر

أرنب القمر في الفولكلور هو أرنب يعيش على القمر، مبني على الباريديوليا التي تحدد علامات القمر كأرنب. نشأت الفولكلور في الصين، ثم انتشرت إلى الثقافات الآسيوية الأخرى. في الفولكلور في شرق آسيا، يبدو أنه يضرب بقذائف الهاون والمدقة، لكن محتويات الهاون تختلف بين الفولكلور الصيني والياباني والكوري. في الفلكلور الصيني، غالباً ما يتم تصويره على أنه رفيق للإلهة القمرية Chang'e ، التي تقصف باستمرار إكسير الحياة لها؛ ولكن في النسخ اليابانية والكورية، فإنها تقصف مكونات كعكة الأرز. في بعض الإصدارات الصينية، الطب جنيه أرنب للبشر.